# ぼくたちの日々
「ぼくたちの日々」（ぼくたちのひび）は、スガシカオの6枚目のシングル。1998年10月28日発売。

## 概要
- 12cmマキシシングルと8cmシングルの2種類が発売されている。8cmシングルはカラオケ・ヴァージョンを追加して3週間後に発売。

## 収録曲
（全作詞・作曲・編曲：スガシカオ）
1. ぼくたちの日々
  - TBS系ドラマ東芝日曜劇場『なにさまっ!』主題歌
2. ひとりごと 〜FAMILY SUGAR TYPE〜
  - 江崎グリコ「アーモンドチョコレート」CMソング
3. ぼくたちの日々（Backing track）
  - 8cmシングルのみ収録。
4. ひとりごと 〜FAMILY SUGAR TYPE〜（Backing track）
  - 8cmシングルのみ収録。

## 収録アルバム
- Sweet (#1)
- FAMILY (#2、原曲)
- ALL SINGLES BEST (#1)
- BEST HIT!! SUGA SHIKAO -1997〜2002- (#1,2、#2は原曲)